# Рождество с неудачниками
«Рождество́ с неуда́чниками» (англ. Christmas with the Kranks; другое название — «Рождество́ с Крэ́нками») — рождественская семейная комедия 2004 года режиссёра Джо Рота с Тимом Алленом и Джейми Ли Кёртис в главных ролях. Премьера в США состоялась 24 ноября 2004 года, в России — 23 декабря.
Слоган фильма: «Эти праздники они долго не забудут».

## Сюжет
Обычная американская семья Крэнков каждый год праздновала Рождество, но эта вся предрождественская суета со временем начинает надоедать и вот, когда дочь Лютера и Норы Крэнк уезжает учиться, Лютеру выпадает единственный шанс полететь на все Рождественские каникулы на Карибские острова и сэкономить при этом 6000$. Супруги решают, что в это Рождество никаких гирлянд, снеговиков, праздничных ужинов и даже никакой… ёлки и с чистой совестью собирают чемоданы.
Вскоре об этом узнаёт один из соседей Крэнков, а на следующее утро и весь городок. Горожане начинают организовывать митинги и протесты, Нора уже была готова пойти на уступки и установить ёлку и снеговика во дворе, чтобы жители городка успокоились, но слово мужа — закон. Однако обстоятельства меняются, к маме и папе неожиданно на Рождественские выходные должна приехать дочь Блэр со своим женихом. Крэнкам приходится срочно бежать в магазин за почти раскупленными продуктами и успеть украсить дом до того, как Блэр приедет домой.
Отчаянные попытки найти ёлку и угощения бесполезны. Полиция задерживает Лютера, попытавшегося унести ёлку из дома соседа. Казалось всё пропало, но в самый сложный момент на помощь приходят соседи во главе с Виком Фромейром. Они решили, что дочь не должна лишаться праздника из-за чудачеств отца и совместными усилиями устраивают великолепную вечеринку. Блэр доставляют из аэропорта с полицейским кортежем и праздник проходит по высшему разряду. В концовке Лютер отдаёт свою пропадающую путёвку на Карибы небогатой пожилой соседской чете как рождественский подарок и остаётся с семьёй дома.

## В ролях
| Актёр                  | Роль                                |
| ---------------------- | ----------------------------------- |
| Тим Аллен              | Лютер Крэнк                         |
| Джейми Ли Кёртис       | Нора Крэнк                          |
| Дэн Эйкройд            | Вик Фромейер сосед Крэнков          |
| Майкл Эммет Уолш       | Уолт Шил сосед Крэнков              |
| Элизабет Франц         | Бев Шил жена Уолта, соседка Крэнков |
| Эрик Пер Салливан      | Спайк Фромейер сын Вика             |
| Чич Марин              | офицер Салино                       |
| Джейк Бьюзи            | офицер Трин                         |
| Остин Пендлтон         | Марти незнакомец                    |
| Том Постон             | Отец Забриски священник             |
| Джули Гонсало          | Блэр Крэнк дочь Лютера и Норы       |
| Рене Лаван             | Энрике Декардинал жених Блэр        |
| Кэролайн Ри            | Кэнди подруга Норы                  |
| Фелисити Хаффман       | Мэрри подруга Норы                  |
| Патрик Брин            | Оби                                 |
| Бонита Фридериси       | Джуд Бекер                          |
| Дэвид Хорнсби          | Рэнди Бекер                         |
| Кевин Чемберлин        | мистер Скэнлон глава бойскаутов     |
| Марк Кристофер Лоуренс | Уэс Трогден сосед Крэнков           |
| Арден Майрин           | Дэйзи девушка в солярии             |
| Ким Родс               | Джули сотрудница Крэнка             |
| Мэтт Уолш              | сосед Крэнков                       |

## Критика
Фильм в основном был встречен критиками негативно. Он завоевал лишь 5 % положительных отзывов, получив тем самым статус «гнилого» фильма на сайте Rotten Tomatoes. Отрицательные отзывы были основаны в частности на том, что все соседи в квартале резко начали критиковать Крэнков за несоблюдение рождественских традиций.

## Производство
Фильм должен был сниматься в кварталах Чикаго и Лос-Анджелеса, но из-за ухудшения погодных условий съёмки были перенесены в павильоны.
На производство фильма было затрачено $60 000 000. Несмотря на столь отрицательные отзывы критиков, фильм не провалился в прокате, в первый уикенд фильм заработал $21 570 867, заняв третье место после «Сокровище нации» и «Суперсемейки».

## Награды
| Год  | Награда             | Категория                                                 | Результат | Претендент |
| ---- | ------------------- | --------------------------------------------------------- | --------- | ---------- |
| 2005 | Kids’ Choice Awards | Любимый актёр                                             | Номинация | Тим Аллен  |
| 2005 | Young Artist Award  | Лучший семейный художественный фильм — Комедия или мюзикл | Победа    | —          |